# Bertil Boëthius
Simon Bertil Boëthius, född 31 januari 1885 i Uppsala, död 6 november 1974 i Stockholm, var en svensk historiker och arkivman. 
Boëthius blev filosofie doktor i historia Uppsala 1912, amanuens vid Riksarkivet samma år och 1921 förste arkivarie där. Han var 1930–1944 stadsarkivarie vid Stockholms stadsarkiv och 1944–1950 riksarkivarie. År 1936 tillträdde Boëthius som ledamot i den av Stockholms stadskollegium nyinrättade Stockholms stadskollegiums Handbokskommitté" tillsammans med Gustaf Ahlbin, Nils Ahnlund, Oscar Larsson, Fredrik Ström och Sten Wahlund. 
Boëthius skrev bland annat Svenskarna i de nedersachsiska och Wesfaliska kustländerna juli 1630–november 1632 (1912, dissertation) och Ur de stora skogarnas historia (1921). En insats av stor betydelse var att han tog initiativet till och 1918–1931 var den förste huvudredaktören för  Svenskt biografiskt lexikon. Han var också  medarbetare i Svensk uppslagsbok. 
Han var ledamot av Kungliga Vitterhets Historie och Antikvitets Akademien, Kungliga Krigsvetenskapsakademien, Kungliga Gustav Adolfs Akademien, Kungliga Samfundet för utgivande av handskrifter rörande Skandinaviens historia och Finska Vetenskapsakademien.
Som medlem av lärdomssläkten Boëthius var han son till professor Simon Boëthius och Essie Sahlin, äldre bror till arkeologen Axel Boëthius och konsthistorikern Gerda Boëthius. Han var från 1913 gift med Gerda Fahlberg, dotter till bruksägare J.A. Fahlberg och Maria Andersson. De var föräldrar till Carl Gustaf och Jacob Boëthius.
Makarna Boëthius är begravda på Nacka norra kyrkogård.

## Tryckta skrifter
Se Bertil Boëthius. Tryckta skrifter 1908–1965 förtecknade av Ulla Hammarsten. (Samlingar och studier utg. av Svenskt arkivsamfund)  Stockholm 1965, 42 sidor.
- Magistraten och borgerskapet i Stockholm 1719–1815, ingår i Monografier utgivna av Stockholms stad. Stockholm: Norstedt. 1943. Libris 8075300. http://www.stockholmia.stockholm.se/media/pdf/2_boetius.pdf